# LE-6502
La LE-6502 es una carretera de segundo nivel perteneciente a la Diputación de León que conecta el pueblo de San Martín del Camino  N-120  con Mansilla del Páramo  CL-621 
.
Su longitud es de 12,075 kilómetros.